# Giftiga djur

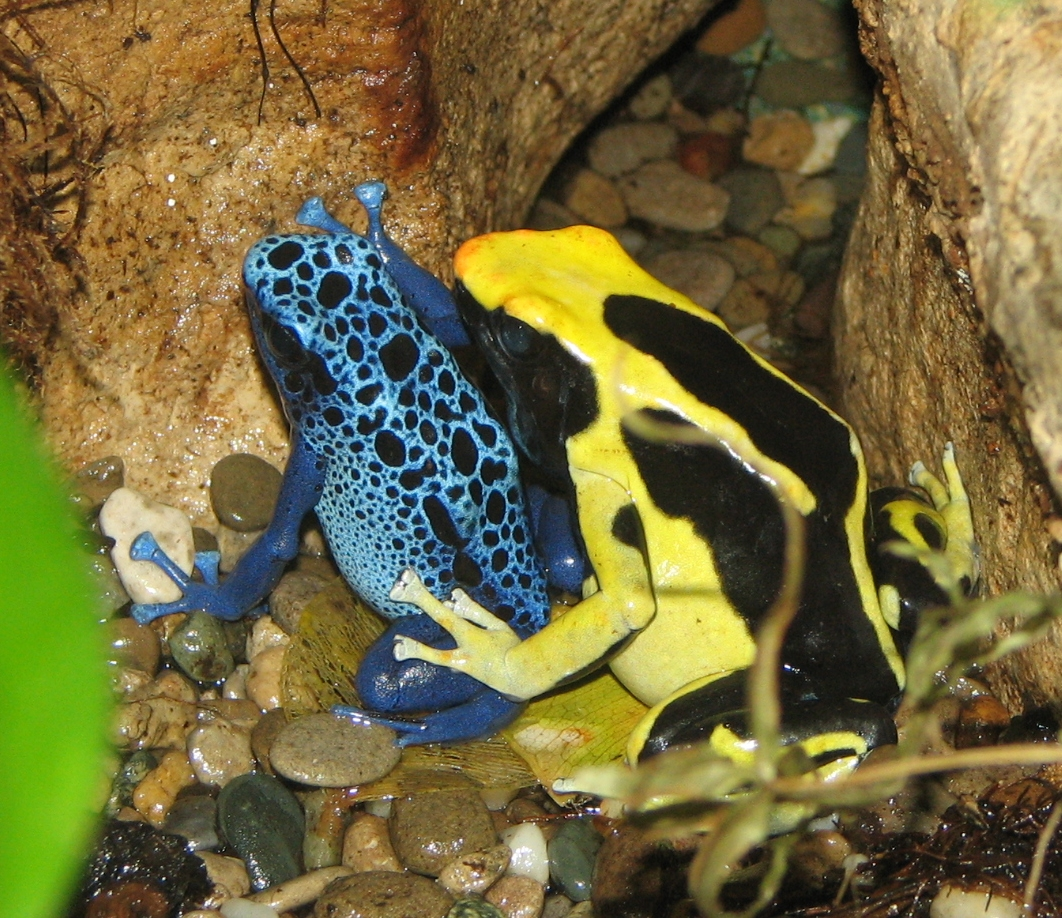
Pilgiftsgrodor tillhör några av världens giftigaste djur.

Giftiga djur finns inom de flesta djurgrupper. Det finns två typer: de som använder gift som försvar mot predatorer och de som använder gift vid födosök för att döda eller på annat sätt inkapacitera sitt byte. Det finns också djur som använder gift både för försvar och för att skaffa föda. Gifterna består ofta av flera olika substanser som organiska föreningar och enzymer. Det finns olika typer av gift som påverkar olika delar i den förgiftade organismen, som nervsystemet, hjärtfunktionen, blodsystemet, eller orsakar lokal vävnadsdöd. Antingen producerar djuret själv sitt gift eller också ansamlas gift i kroppen genom konsumtion av andra giftiga djur eller växter. De flesta giftiga djur är ofarliga för människan.
Pilgiftsgrodorna är några av de allra giftigaste ryggradsdjuren i världen och den giftigaste är den gyllene kokoigiftgrodan. Flera ormar är mycket giftiga. En av de giftigaste landlevande ormarna är inlandstaipan som förekommer i Australien. Den är inte speciellt aggressiv, till skillnad från exempelvis den svarta mamban i sydöstra Afrika som förutom att vara mycket giftig även är snabb och mycket aggressiv. En orm som är giftigare än alla landlevande ormar är belchers havsorm som förekommer i västra Stilla havet och Indiska oceanen. Många spindlar använder gift för att jaga byten, några av de giftigaste är arterna i släktet Phoneutria som förekommer i Sydamerika. En annan grupp spindeldjur där många är giftiga är skorpionerna, där Leiurus quinquestriatus tillhör de giftigaste, men vars stick sällan är dödligt för människan. Flera arter av kubmaneter är mycket giftiga där havsgetingen som förekommer i sydvästra Stilla havet och i vattnen norr om Australien är en av de giftigare. Ett annat giftigt havslevande djur är den blåringade bläckfisken som lever i västra stilla havet och runt Australiens kust. Det finns mer än 1000 giftiga fiskarter. Stenfiskarna i släktet Synanceia brukar kategoriseras som några av världens giftigaste fiskar.

## Djur som är giftiga som försvar (exempel)

### Insekter
- Oljebaggar
- Fågelfjärilar
- Mjölkväxtfjärilar
- Battus

### Fåglar
- Ifrit
- Mindre törntrast[förtydliga]
- Pitohui
- Sporrgås[6] (diet-dependent)

### Stjärtlösa groddjur
- Amerikansk padda
- Agapadda
- Koloradoflodpadda
- Vanlig padda
- Pseudophryne corroboree
- Grönfläckig padda
- Anaxyrus fowleri
- Mantella
- Pilgiftsgrodor

### Salamandrar

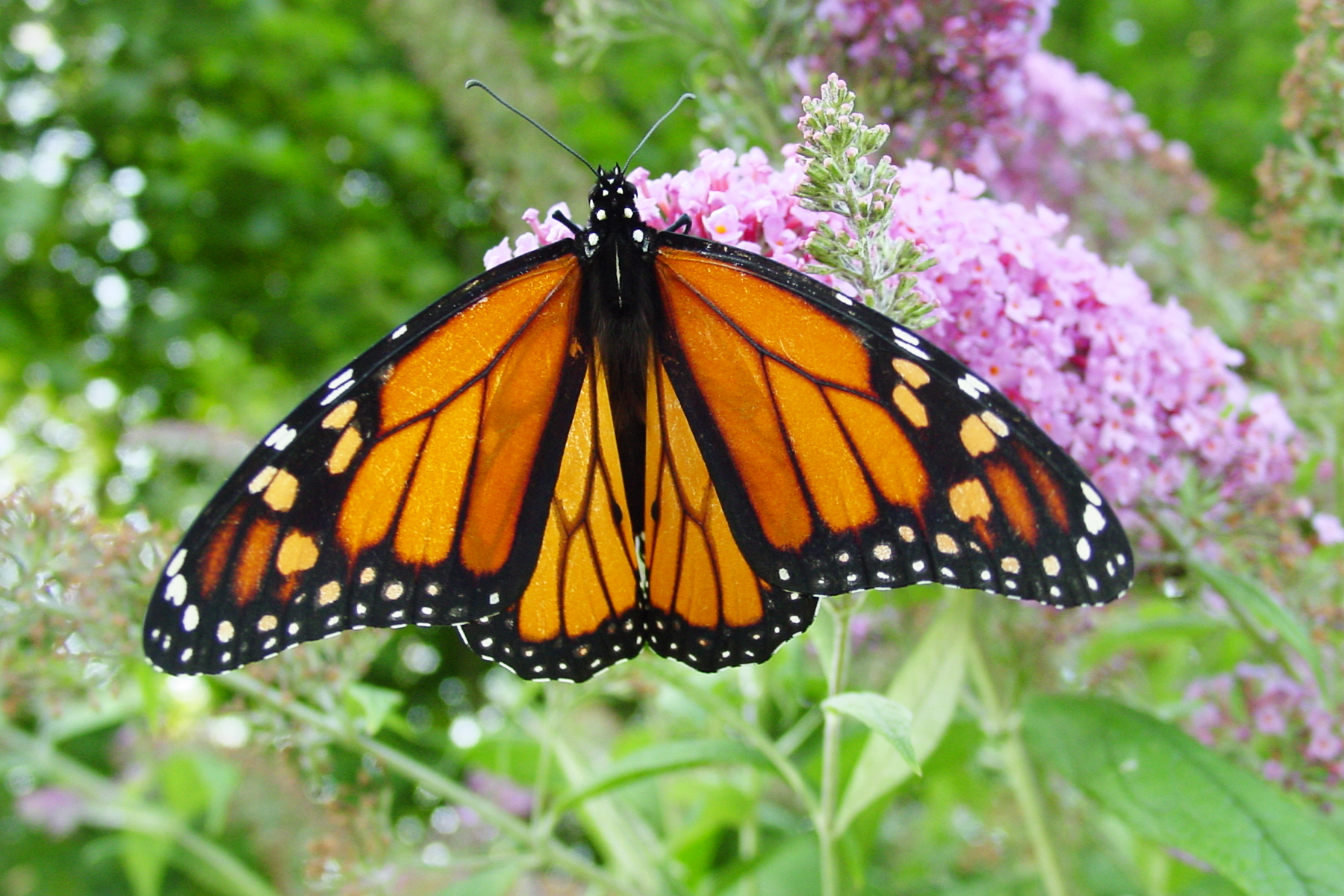
De flesta fåglar undviker att äta monarkfjärilar eftersom de innehåller gift som de har kvar från larvstadiet då de åt arter från sidenörtssläktet vilket är dess favoritföda och där flera arter är giftiga.

- Taricha[7]

### Fiskar
- Blåsfiskar (Tetraodontidae)

### Bläckfiskar
- Metasepia pfefferi[8]

## Djur som använder gift för att anskaffa föda (exempel)

### Spindlar
- Atracinae[9]
- Änkespindlar
- Phoneutria
- Loxosceles reclusa[10]
- Fågelspindlar

### Skorpioner
- Skorpioner

### Bläckfiskar
- Blåringad bläckfisk

### Nässeldjur
- Maneter[11]
- Blåsmanet
- Havsanemoner
- Vissa Koraller

### Kräftdjur

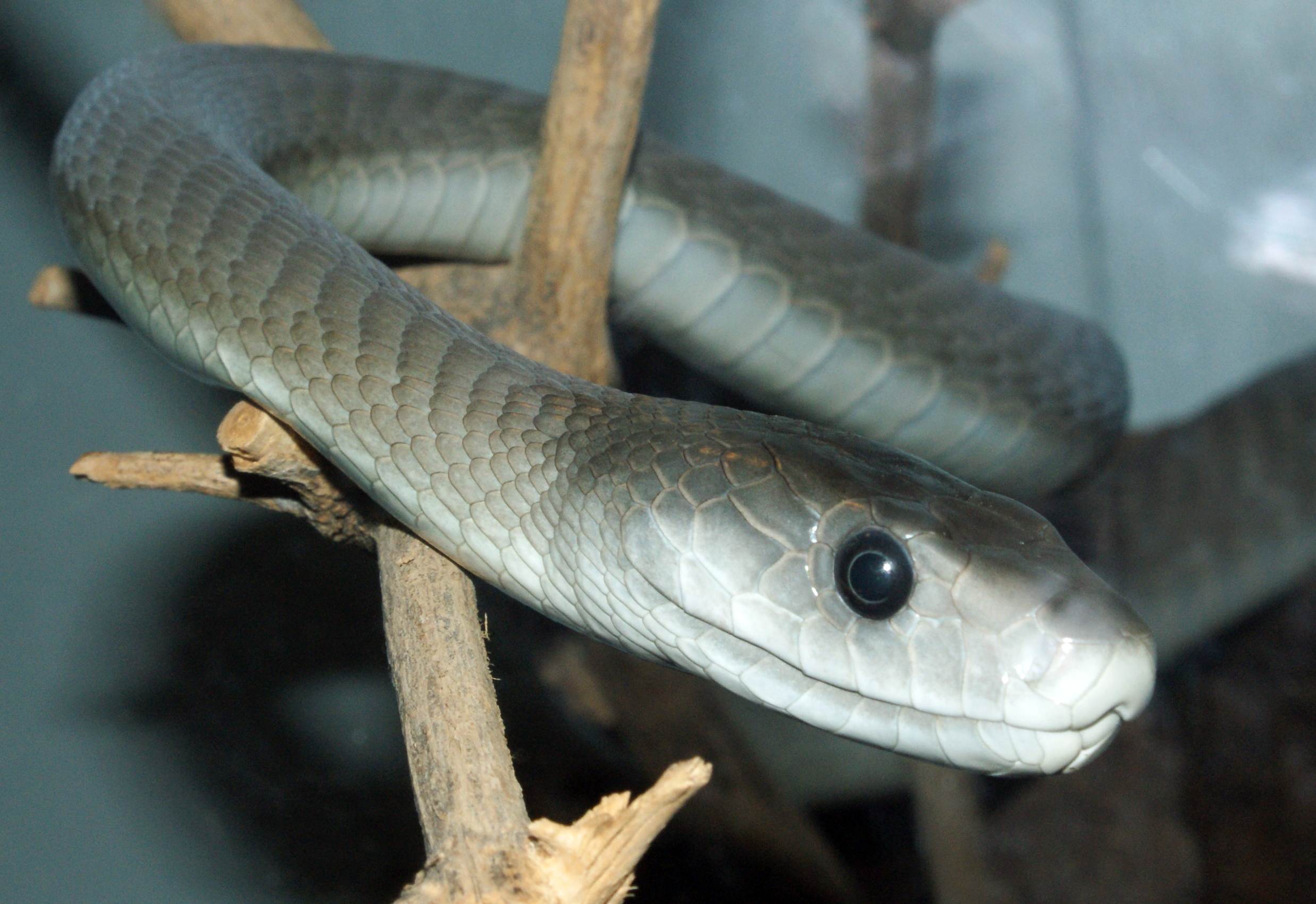
Svart mamba är en av världens giftigaste landlevande ormar.

- Speleonectes tulumensis[12]

### Fiskar
- Stenfiskar
- Många arter av Drakhuvudfiskar, som  drakfiskarna
- Många arter av stjärnkikarfiskar
- Paddfiskar
- Fjärsingfiskar
- Rockorna i underordningen Myliobatoideis[13]
- Malartade fiskar
- Pigghajar
- Havsmusartade fiskar

### Insekter
- Bin
- Getingar
- Myror

### Däggdjur
- Mullvad
- Näbbdjur (hanar)
- Blarina hylophaga
- Vattennäbbmus
- Blarina brevicauda
- Blarina carolinensis
- Kubasnabelslidmus
- Haitisnabelslidmus
- Tröglorier

### Reptiler
- Många arter av orm
- Många arter av ödlor